# میکال پاولسن
میکال پاولسن (نروژی: Michael Paulsen; ۱ مارس ۱۸۹۹ – ۱۸ اکتبر ۱۹۶۸) بازیکن فوتبال اهل نروژ بود.
از باشگاه‌هایی که در آن بازی کرده‌است می‌توان به باشگاه فوتبال بران اشاره کرد.
وی همچنین در تیم ملی فوتبال نروژ بازی کرده‌است.